# Maki Ishii
Maki Ishii (Tòquio, Japó, 28 de maig de 1936 - 8 d'abril de 2003) fou un compositor japonès. Fill de Baku Ishii, un destacat ballarí i coreògraf, va estudiar composició i direcció de 1952 a 1958 a Tòquio. Després es va mudar a Berlín, on va continuar els seus estudis amb Josef Rufer i Boris Blacher. El 1962 va tornar al Japó. El 1969 va ser convidat a Berlín per formar part d'un programa d'intercanvi. Des de llavors es va mantenir actiu tant allà com al seu país d'origen com a compositor i director. Les seves obres més importants son Monochrome, Monoprism, Kaguyahime Ballet, Kaeru no Shōmyō i Chigyō – Tojirareta Fune.